# Daniele Meucci
Daniele Meucci (Pisa, 7 ottobre 1985) è un maratoneta e mezzofondista italiano, campione europeo di maratona a Zurigo 2014.
In carriera può vantare altre tre medaglie agli Europei, di cui una d'argento nei 10000 metri piani a Helsinki 2012 e due di bronzo, nei 10000 m piani a Barcellona 2010 e nella mezza maratona ad Amsterdam 2016; ha inoltre vinto 10 titoli nazionali assoluti in 5 specialità diverse.

## Biografia

### 2002-2005: gli inizi
Dopo aver praticato il calcio, si avvicina all'atletica nel 2002 all'età di 17 anni, quando si fa notare in una gara studentesca di corsa campestre a Follonica. Nel 2003 entra nella Polisportiva Corso Italia Pisa, allenato da Luigi Principato, che sarà il suo allenatore fino al marzo del 2011; poi sceglie di essere seguito dal più esperto Massimo Magnani, insegnante di educazione fisica ed allenatore specializzato nel mezzofondo prolungato e nelle maratone.
Il 10 giugno del 2004 vince il titolo italiano juniores sui 10000 m (10º assoluto ed unico giovane al traguardo insieme all'altro atleta junior Giancarlo Zito) e sulla stessa distanza il 14 luglio partecipa, sempre in Italia, ai Mondiali juniores di Grosseto dove però non conclude la finale.
Poi il 12 dicembre prende parte anche agli Europei juniores di corsa campestre in Germania a Seebad Heringsdorf dove termina al 48º posto nella prova individuale e quinto nella classifica a squadre.
Nel 2005 passa al Centro Sportivo Esercito ed il 3 giugno vince il titolo italiano promesse dei 5000 m; inoltre gareggia agli Europei under 23 di Erfurt, sempre in Germania, finendo in 14ª posizione nei 10000 m (15 luglio).

### 2006-2007: i primi titoli assoluti e l'esordio in Nazionale
Il 7 marzo del 2006 si ritira agli italiani assoluti di corsa campestre, mentre agli assoluti di Torino il 7 luglio vince la gara dei 10000 m e l'8 luglio è bronzo sui 5000 m.
L'8 agosto esordisce con la Nazionale seniores in occasione degli Europei di Göteborg (Svezia), arrivando 10º sui 10000 m.
Nel dicembre dello stesso anno, vince le prime medaglie internazionali giovanili: agli Europei under 23 di corsa campestre disputati in Italia a San Giorgio su Legnano si aggiudica il bronzo nella prova individuale e l'argento nella classifica a squadre.
A febbraio del 2007 si laurea vicecampione italiano assoluto sia nei 1500 m (17 febbraio) che nei suoi 3000 m (18 febbraio).
Il 7 aprile gareggia nella Coppa Europa 10000 m tenutasi in Italia a Ferrara concludendo al sesto posto e diventando vicecampione continentale a squadre.
Il 23 giugno, sempre in Italia, nella First League della Coppa Europa di Milano arriva secondo nella gara dei 5000 m.
Il 14 luglio conquista la medaglia di bronzo sui 10000 m agli Europei under 23 di Debrecen (Ungheria); subito dopo la gara ha un diverbio con un dirigente della FIDAL e in ottobre la Commissione giudicante nazionale squalifica per sei mesi l'atleta toscano e inibisce per diciotto mesi il suo allenatore Luigi Principato per comportamento antisportivo. Un mese dopo la squalifica viene ridotta a quattro mesi e viene annullata l'inibizione a carico dell'allenatore.
Sempre nel mese di luglio, fa doppietta di titoli italiani assoluti a Padova vincendo sia i 5000 (27 luglio) che i 10000 m (28 luglio).

### 2008-2009: il terzo posto agli Europei a squadre
Il 24 febbraio del 2008 diventa campione italiano assoluto sulla distanza dei 3000 m indoor, oltre a rivincere il 19 luglio il titolo sui 5000 m (argento nei 10000 m il 20 luglio).
In ambito internazionale prende parte a numerose rassegne: ai Mondiali di corsa campestre in Gran Bretagna ad Edimburgo (99º); alla Coppa Europa 10000 m in Turchia ad Istanbul (sesto nell'individuale e bronzo nella classifica a squadre); nella Super League della Coppa Europa ad Annecy in Francia (terzo sui 5000 m) ed infine agli Europei di corsa campestre a Bruxelles in Belgio (12º individuale e 4º a squadre).
Il 22 febbraio del 2009 ai campionati italiani assoluti indoor di Torino diventa campione sui 3000 m.
Il 20 agosto partecipa ai Mondiali a Berlino in Germania), venendo eliminato nelle batterie dei 5000 m.
Il 21 giugno partecipa agli Europei a squadre di Leiria in Portogallo giungendo terzo sui 3000 m.
L'11 ottobre partecipa ai Mondiali di mezza maratona a Birmingham (Gran Bretagna) dove coglie un buon 18º posto con un tempo di 1:02'43 (undicesimo nella classifica a squadre).
Infine il 13 dicembre in Irlanda agli Europei di corsa campestre tenutisi a Dublino vince la medaglia di bronzo nella classifica a squadre (nono posto individuale).

### 2010-2012: il bronzo agli Europei di Barcellona e l'argento a Helsinki
Il 2010 è l'anno del debutto in maratona: dopo un buon tempo alla mezza maratona Roma-Ostia, nella quale il 28 febbraio ottiene il suo personale (1h02'41"), il 21 marzo corre la Maratona di Roma giungendo 11º in 2h13'49", un tempo che ha buoni margini di miglioramento.
Il 5 giugno gareggia nella Coppa Europa 10000 m a Marsiglia (Francia), ottavo individuale e quinto a squadre; il 19 giugno agli Europei a squadre in Norvegia a Bergen finisce quinto sui 5000 m.
Agli assoluti di Grosseto diventa campione nazionale sui 10000 m (30 luglio) e vince la medaglia di bronzo nei 5000 m (1º luglio).
Il 27 luglio del 2010 conquista la medaglia di bronzo agli Europei di Barcellona (Spagna) nei 10000 m (dopo il 6º posto sui 5000 m) con il tempo di 28'27"33, identico al centesimo a quello del secondo classificato Chris Thompson, argento per soli 3 millesimi.
Nel mese di settembre finisce settimo sui 3000 m nella Coppa continentale a Spalato in Croazia.
Il 30 gennaio del 2011 diventa campione italiano assoluto di corsa campestre e poi il 25 giugno si laurea vicecampione assoluto sui 5000 m.
Nel mese di marzo ottiene un deludente penultimo posto agli Europei indoor di Parigi (Francia) sulla distanza dei 3000 m; sempre in quell'anno opta per un cambio tecnico, passando da Luigi Principato a Massimo Magnani e nel mese di giugno arriva 7º alla 10 km del Trofeo Città di Telese Terme.
Partecipa anche ai Mondiali coreani di Taegu dove gareggia sia il 28 agosto nei 10000 m (dodicesimo posto) che il 4 settembre sui 5000 m (decimo).
Il 30 aprile del 2012 si posiziona quarto al Payton Jordan Cardinal Invitational con il suo nuovo primato personale di 27'32"86, che lo porta dal nono al quarto posto nelle graduatorie italiane all-time dei 10000 m, scavalcando Marco Mazza, Stefano Baldini, Stefano Mei, Franco Fava e Alberto Cova e dietro solamente a Venanzio Ortis (27'31"48), Francesco Panetta (27'24"16) e al primatista italiano Salvatore Antibo (27'16"50).
Il 30 giugno diventa vicecampione continentale sui 10000 m agli Europei di Helsinki in Finlandia (dopo essere giunto al quinto posto nei 5000 m).
Ad agosto disputa sia i 5000 m (fuori in batteria) che i 10000 m (24ª posizione) ai Giochi olimpici di Londra in (Gran Bretagna).
Il 9 dicembre a Budapest in Ungheria vince due medaglie di bronzo (nella prova individuale e nella classifica per squadre) agli Europei di corsa campestre.

### 2013-2016: l'oro in maratona agli Europei di Zurigo

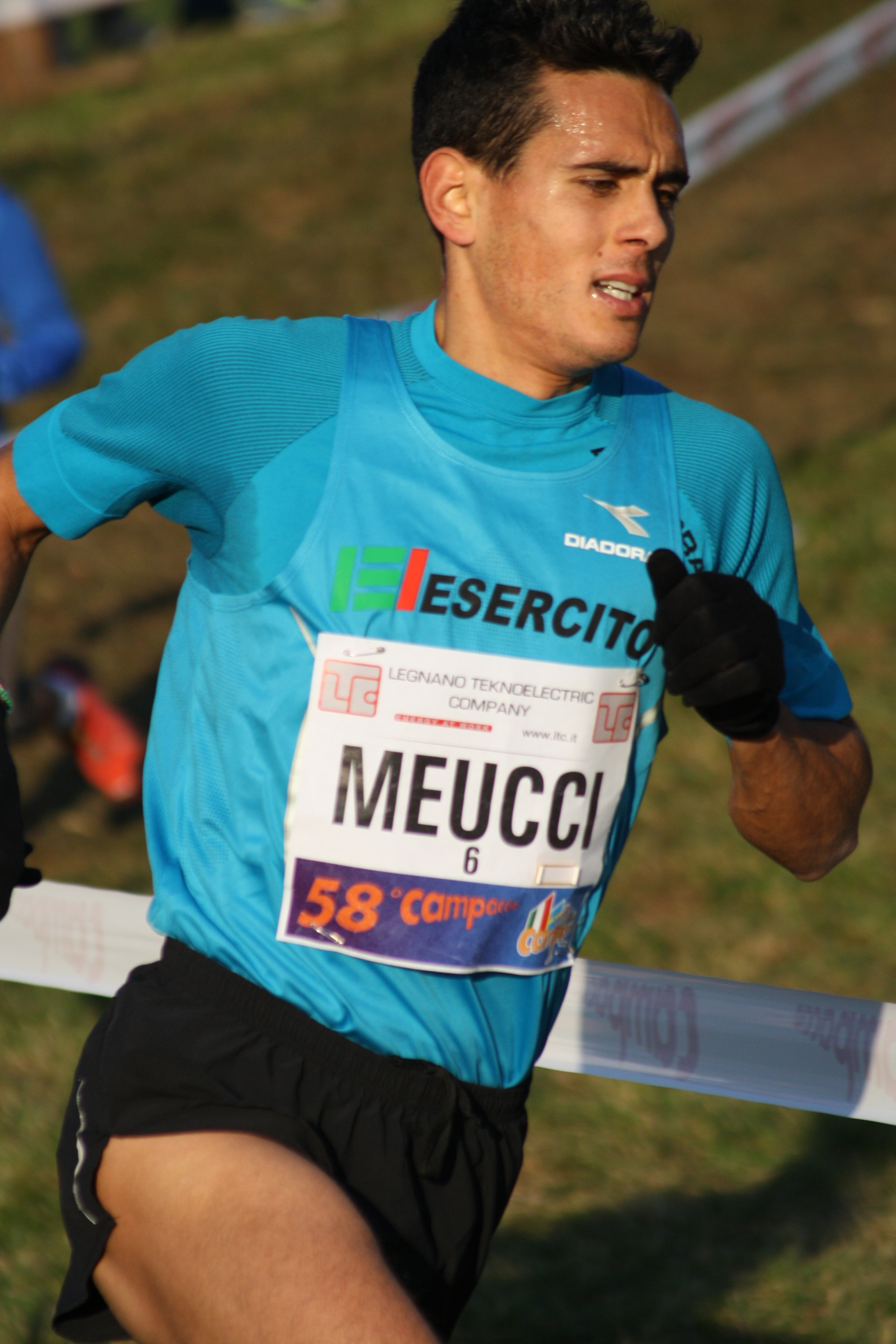
Daniele Meucci durante il Campaccio 2015

Il 17 marzo del 2013 conquista il secondo posto alla New York City Half Marathon stabilendo in 1h01'06" il suo primato sulla distanza della mezza maratona.
Il 23 giugno finisce nono sui 3000 m agli Europei a squadre in Gran Bretagna a Gateshead ed il 29 termina quarto nei 5000 m ai Giochi del Mediterraneo svoltisi a Mersin in Turchia.
Il 10 agosto in Russia ai Mondiali di Mosca finisce al 19º posto sui 10000 m.
Il 3 novembre dello stesso anno si classifica decimo alla Maratona di New York con il tempo di 2h12'03", nuovo primato personale sulla distanza.
L'8 dicembre agli Europei di corsa campestre a Belgrado in Serbia si ritira.
Il 16 febbraio del 2014 a Verona diventa campione italiano assoluto di mezza maratona.
Il 29 marzo prende parte ai Mondiali di mezza maratona svoltisi in Danimarca a Copenaghen concludendo al 27º posto e finendo dodicesimo nella classifica a squadre.
Il 17 agosto vince la medaglia d'oro nella maratona agli Europei di Zurigo (Svizzera) con il tempo di 2h11'08" e finendo quarto nella classifica a squadre, dopo il sesto posto sui 10000 m.
Nell'aprile del 2015 ha conseguito, presso l'Università di Pisa, il dottorato di ricerca in robotica dopo che nel 2011, nello stesso ateneo, si era laureato in ingegneria dell'automazione.
Nel mese di agosto gareggia nella maratona ai Mondiali di Pechino (Cina) giungendo al traguardo in ottava posizione.
Il 21 febbraio del 2016 gareggia ai campionati italiani assoluti di corsa campestre finendo in quinta posizione.
Il 5 giugno a Mersin in Turchia, vince la medaglia d'oro sia nella prova individuale che in quella a squadre della Coppa Europa 10000 m.
Il 10 luglio vince la medaglia di bronzo nella mezza maratona agli Europei di Amsterdam (Paesi Bassi) con il tempo di 1h02'38". Nella stessa competizione l'Italia è terza nella prova a squadre, grazie ai piazzamenti di Stefano La Rosa, tredicesimo e di Ruggiero Pertile, ventinovesimo.

## Vita privata
Ha compiuto tutti i suoi studi a Pisa: è laureato in ingegneria.

## Progressione

### 5000 metri piani
| Stagione | Tempo    | Luogo          | Data      | Rank. Mond. |
| -------- | -------- | -------------- | --------- | ----------- |
| 2017     | 13'38"94 | Oordegem       | 27-5-2017 |             |
| 2014     | 13'36"83 | Velenje        | 1-7-2014  | 160º        |
| 2013     | 13'45"12 | Mersin         | 29-6-2013 | 267º        |
| 2012     | 13'19"00 | Heusden-Zolder | 7-7-2012  | 67º         |
| 2011     | 13'24"94 | Barcellona     | 22-7-2011 | 89º         |
| 2010     | 13'24"38 | Rovereto       | 31-8-2010 | 93º         |
| 2009     | 13'26"09 | Milano         | 25-6-2009 | 95º         |
| 2008     | 13'45"40 | Rovereto       | 10-9-2008 | 258º        |
| 2007     | 13'50"27 | Ponzano        | 6-7-2007  | 321º        |
| 2006     | 13'53"40 | Torino         | 8-7-2006  |             |
| 2005     | 14'21"26 | Bressanone     | 25-6-2005 |             |

### 10000 metri piani
| Stagione | Tempo     | Luogo             | Data      | Rank. Mond. |
| -------- | --------- | ----------------- | --------- | ----------- |
| 2019     | 28'38"35  | Londra            | 6-7-2019  |             |
| 2018     | 28'38"94  | Ferrara           | 12-5-2018 |             |
| 2017     | 28'33"72  | Leida             | 17-6-2017 |             |
| 2016     | 28'24"71  | Mersin            | 5-6-2016  |             |
| 2014     | 27'36"53  | Palo Alto         | 4-5-2014  | 16º         |
| 2013     | 28'06"74  | Mosca             | 10-8-2013 | 80º         |
| 2012     | 27'32"86  | Palo Alto         | 29-4-2012 | 43º         |
| 2011     | 27'44"50  | Birmingham        | 29-7-2011 | 54º         |
| 2010     | 28'18"56  | Rieti             | 25-4-2010 | 88º         |
| 2009     | 28'50"10  | Villeneuve-d'Ascq | 30-6-2009 | 248º        |
| 2008     | 28'08"4 m | Roma              | 10-5-2008 | 120º        |
| 2007     | 28'56"70  | Ferrara           | 7-4-2007  | 336º        |
| 2006     | 28'44"79  | Torino            | 8-7-2006  | 201º        |
| 2005     | 29'44"5 m | Roma              | 24-4-2005 |             |

### Mezza maratona
| Stagione | Tempo    | Luogo            | Data       | Rank. Mond. |
| -------- | -------- | ---------------- | ---------- | ----------- |
| 2021     | 1h02'40" | Padova           | 26-9-2021  |             |
| 2019     | 1h02'49" | Klagenfurt       | 25-8-2019  |             |
| 2018     | 1h04'37" | Tarragona        | 30-6-2018  |             |
| 2017     | 1h02'17" | Praga            | 1-4-2017   |             |
| 2016     | 1h02'38" | Amsterdam        | 10-7-2016  |             |
| 2015     | 1h03'40" | Treviso          | 11-10-2015 |             |
| 2014     | 1h01'57" | Copenaghen       | 29-3-2014  | 176º        |
| 2013     | 1h01'06" | New York         | 17-3-2013  | 72º         |
| 2012     | 1h05'11" | Santa Margherita | 11-3-2012  |             |
| 2011     | 1h02'30" | Udine            | 25-9-2011  | 199º        |
| 2009     | 1h02'43" | Birmingham       | 11-10-2009 | 261º        |
| 2008     | 1h03'20" | Pisa             | 12-10-2008 |             |
| 2006     | 1h06'29" | Arezzo           | 29-10-2006 |             |
| 2005     | 1h04'31" | Arezzo           | 30-10-2005 |             |

### Maratona
| Stagione | Tempo    | Luogo       | Data       | Rank. Mond. |
| -------- | -------- | ----------- | ---------- | ----------- |
| 2022     | 2h09'25" | Siviglia    | 20-2-2022  |             |
| 2021     | 2h10'03" | Barcellona  | 7-11-2021  |             |
| 2019     | 2h10'52" | Francoforte | 27-10-2019 |             |
| 2018     | 2h10'45" | Ōtsu        | 4-3-2018   |             |
| 2017     | 2h10'56" | Londra      | 6-8-2017   |             |
| 2015     | 2h11'10" | Ōtsu        | 1-3-2015   |             |
| 2014     | 2h11'08" | Zurigo      | 17-8-2014  | 194º        |
| 2013     | 2h12'03" | New York    | 3-11-2013  | 283º        |
| 2010     | 2h13'49" | Roma        | 21-3-2010  | 382º        |

## Palmarès
| Anno | Manifestazione             | Sede              | Evento         | Risultato | Prestazione | Note                                     |
| ---- | -------------------------- | ----------------- | -------------- | --------- | ----------- | ---------------------------------------- |
| 2004 | Mondiali U20               | Grosseto          | 10000 m piani  | dnf       | dnf         | [ 10 ]                                   |
| 2004 | Europei di cross           | Heringsdorf       | Corsa U20      | 48º       | 17'22"      | [ 11 ]                                   |
| 2004 | Europei di cross           | Heringsdorf       | A squadre U20  | 5º        | 124 p.      | [ 12 ]                                   |
| 2005 | Europei U23                | Erfurt            | 10000 m piani  | 14º       | 30'43"41    | [ 13 ]                                   |
| 2006 | Europei                    | Göteborg          | 10000 m piani  | 10º       | 28'48"30    | [ 14 ]                                   |
| 2006 | Europei di cross           | San Giorgio       | Corsa U23      | Bronzo    | 23'16"      | [ 15 ]                                   |
| 2006 | Europei di cross           | San Giorgio       | A squadre U23  | Argento   | 78 p.       | [ 16 ]                                   |
| 2007 | Europei U23                | Debrecen          | 10000 m piani  | Bronzo    | 29'18"26    | [ 17 ]                                   |
| 2008 | Mondiali di cross          | Edimburgo         | Corsa seniores | 99º       | 38'28"      | [ 18 ]                                   |
| 2008 | Europei di cross           | Bruxelles         | Corsa seniores | 12º       | 31'41"      | [ 19 ]                                   |
| 2008 | Europei di cross           | Bruxelles         | A squadre      | 4º        | 79 p.       | [ 20 ]                                   |
| 2009 | Mondiali                   | Berlino           | 5000 m piani   | Batteria  | 13'37"79    | [ 21 ]                                   |
| 2009 | Mondiali di mezza maratona | Birmingham        | Mezza maratona | 18º       | 1h02'43"    | [ 22 ]                                   |
| 2009 | Mondiali di mezza maratona | Birmingham        | A squadre      | 11º       | 3h11'58"    | [ 23 ]                                   |
| 2009 | Europei di cross           | Dublino           | Corsa seniores | 9º        | 31'42"      | [ 24 ]                                   |
| 2009 | Europei di cross           | Dublino           | A squadre      | Bronzo    | 62 p.       | [ 25 ]                                   |
| 2010 | Europei                    | Barcellona        | 5000 m piani   | 6º        | 13'40"17    | [ 26 ]                                   |
| 2010 | Europei                    | Barcellona        | 10000 m piani  | Bronzo    | 28'27"33    | [ 26 ]                                   |
| 2011 | Europei indoor             | Parigi            | 3000 m piani   | 11º       | 8'04"82     | [ 27 ]                                   |
| 2011 | Mondiali                   | Taegu             | 5000 m piani   | 10º       | 13'29"11    | [ 28 ]                                   |
| 2011 | Mondiali                   | Taegu             | 10000 m piani  | 12º       | 28'50"28    | [ 29 ]                                   |
| 2012 | Europei                    | Helsinki          | 5000 m piani   | 5º        | 13'32"69    | [ 30 ]                                   |
| 2012 | Europei                    | Helsinki          | 10000 m piani  | Argento   | 28'22"73    | [ 30 ]                                   |
| 2012 | Giochi olimpici            | Londra            | 5000 m piani   | Batteria  | 13'28"71    | [ 30 ]                                   |
| 2012 | Giochi olimpici            | Londra            | 10000 m piani  | 24º       | 28'57"46    | [ 30 ]                                   |
| 2012 | Europei di cross           | Budapest          | Corsa seniores | Bronzo    | 30'13       | [ 31 ]                                   |
| 2012 | Europei di cross           | Budapest          | A squadre      | Bronzo    | 63 punti    | [ 32 ]                                   |
| 2013 | Giochi del Mediterraneo    | Mersin            | 5000 m piani   | 4º        | 13'45"12    | [ 33 ]                                   |
| 2013 | Mondiali                   | Mosca             | 10000 m piani  | 19º       | 28'06"74    | [ 33 ]                                   |
| 2013 | Europei di cross           | Belgrado          | Corsa seniores | dnf       | dnf         | [ 34 ]                                   |
| 2014 | Mondiali di mezza maratona | Copenaghen        | Mezza maratona | 27º       | 1h01'57"    | [ 35 ]                                   |
| 2014 | Mondiali di mezza maratona | Copenaghen        | A squadre      | 12º       | 3h08'47"    | [ 36 ]                                   |
| 2014 | Europei                    | Zurigo            | 10000 m piani  | 6º        | 28'19"79    | [ 37 ]                                   |
| 2014 | Europei                    | Zurigo            | Maratona       | Oro       | 2h11'08"    | [ 4 ]                                    |
| 2015 | Mondiali                   | Pechino           | Maratona       | 8º        | 2h14'54"    | [ 38 ]                                   |
| 2016 | Europei                    | Amsterdam         | Mezza maratona | Bronzo    | 1h02'38"    | [ 39 ]                                   |
| 2016 | Giochi olimpici            | Rio de Janeiro    | Maratona       | dnf       | dnf         |                                          |
| 2017 | Mondiali                   | Londra            | Maratona       | 5º        | 2h10'56"    | Miglior prestazione personale            |
| 2018 | Giochi del Mediterraneo    | Tarragona         | Mezza maratona | 4º        | 1h04'37"    |                                          |
| 2019 | Mondiali                   | Doha              | Maratona       | dnf       | dnf         |                                          |
| 2022 | Europei                    | Monaco di Baviera | Maratona       | 13º       | 2h14'22""   |                                          |
| 2023 | Mondiali                   | Budapest          | Maratona       | 10º       | 2h11'06"    | Miglior prestazione personale stagionale |
| 2024 | Europei                    | Roma              | Mezza maratona | 27º       | 1h03'45"    | Miglior prestazione personale stagionale |
| 2024 | Europei                    | Roma              | A squadre      | Oro       | 3h03'33"    |                                          |
| 2024 | Giochi olimpici            | Parigi            | Maratona       | 51º       | 2h14'02"    |                                          |

## Campionati nazionali
- 2 volte campione nazionale assoluto dei 5000 m piani (2007, 2008)
- 3 volte campione nazionale assoluto dei 10000 m piani (2006, 2007, 2010)
- 2 volte campione nazionale assoluto indoor dei 3000 m piani (2008, 2009)
- 1 volta campione nazionale assoluto di mezza maratona (2014)
- 2 volte campione nazionale assoluto di corsa campestre (2011, 2017)
- 1 volta campione nazionale promesse dei 5000 m piani (2005)
- 1 volta campione nazionale juniores dei 10000 m piani (2004)

2004
- 10º ai campionati italiani dei 10000 metri (Carpi) - 31'10"62 (assoluti)[40]
- Oro ai campionati italiani dei 10000 metri (Carpi) - 31'10"62 (juniores)[40]

2005
- 10º ai campionati italiani assoluti (Bressanone), 1500 m piani - 3'53"41
- 7º ai campionati italiani assoluti (Bressanone), 5000 m piani - 14'21"26
- Oro ai campionati italiani promesse (Grosseto), 5000 m piani - 14'28"49[41]

2006
- dnf ai campionati italiani assoluti di corsa campestre (Lanciano)[42]
- Bronzo campionati italiani assoluti (Torino), 5000 m piani - 13'53"40[43]
- Oro ai campionati italiani assoluti (Torino), 10000 m piani - 28'44"79[44]

2007
- Argento ai campionati italiani assoluti indoor (Ancona), 1500 m piani - 3'47"49[45]
- Argento ai campionati italiani assoluti indoor (Ancona), 3000 m piani - 8'06"36[46]
- Oro ai campionati italiani assoluti (Padova), 5000 m piani - 14'07"01[47]
- Oro ai campionati italiani assoluti (Padova), 10000 m piani - 29'33"71[48]

2008
- Oro ai campionati italiani assoluti indoor (Genova), 3000 m piani - 7'56"53[49]
- Oro ai campionati italiani assoluti (Cagliari), 5000 m piani - 14'12"28[50]
- Argento ai campionati italiani assoluti (Cagliari), 10000 m piani - 29'52"96[51]

2009
- Oro ai campionati italiani assoluti indoor (Torino), 3000 m piani - 8'03"48[52]

2010
- Bronzo ai campionati italiani assoluti (Grosseto), 5000 m piani - 14'14"37[53]
- Oro ai campionati italiani assoluti (Grosseto), 10000 m piani - 29'49"25[54]

2011
- Oro ai campionati italiani assoluti di corsa campestre (Varese) - 28'33"[55]
- Argento ai campionati italiani assoluti (Torino), 5000 m piani - 14'03"19[56]

2014
- Oro ai campionati italiani assoluti di mezza maratona (Verona) - 1h02'44"[57]

2016
- 5º ai campionati italiani assoluti di corsa campestre (Gubbio) - 30'32"[58]

2018
- Argento ai campionati italiani assoluti (Pescara), 10000 m piani - 28'38"94

2022
- Argento ai campionati italiani di maratonina - 1h02'15"

## Altre competizioni internazionali
2006
- 19º alla BOclassic ( Bolzano) - 30'54"
- 6º al Memorial Peppe Greco ( Scicli) - 30'36"

2007
- 6º nella Coppa Europa dei 10000 metri ( Ferrara) - 28'56"70[59]
- Argento nella Coppa Europa dei 10000 metri ( Ferrara), a squadre - 1h27'44"24[60]
- Argento nella First League della Coppa Europa ( Milano), 5000 m piani - 14'09"06[61]

2008
- 6º nella Coppa Europa dei 10000 metri ( Istanbul) - 28'56"53[62]
- Bronzo nella Coppa Europa dei 10000 metri ( Istanbul), a squadre - 1h28'36"56[63]
- Bronzo nella Super League della Coppa Europa ( Annecy), 5000 m piani - 14'03"04[64]

2009
- Bronzo agli Europei a squadre ( Leiria), 3000 m piani - 8'02"22[21]
- 5º alla Stramilano ( Milano) - 1h02'56"
- 5º alla San Silvestre Vallecana ( Madrid) - 28'52"
- Bronzo al Memorial Peppe Greco ( Scicli) - 29'03"

2010
- Oro al Trofeo Sant'Agata ( Sant'Agata), 12 km - 34'48"[65]
- 8º nella Coppa Europa dei 10000 metri ( Marsiglia) - 28'39"05[66]
- 5º nella Coppa Europa dei 10000 metri ( Marsiglia), a squadre - 1h26'56"75[67]
- 5º agli Europei a squadre ( Bergen), 5000 m piani - 13'56"95[26]
- 7º in Coppa continentale ( Spalato), 3000 m piani - 7'57"98[68]
- 11º alla Maratona di Roma ( Roma) - 2h13'49"
- 5º alla Roma-Ostia ( Roma) - 1h02'41"
- 23º alla Great South Run ( Portsmouth), 10 miglia - 50'54"
- 8º al Memorial Peppe Greco ( Scicli) - 30'40"

2011
- Argento al Giro al Sas ( Trento) - 29'22"

2012
- 4º alla Great South Run ( Portsmouth), 10 miglia - 46'50"

2013
- 6º al Campaccio ( San Giorgio su Legnano), 28'59"[69]
- 9º agli Europei a squadre ( Gateshead), 3000 m piani - 8'06"46[33]
- 10º alla Maratona di New York ( New York) - 2h12'03"

2014
- 8º alla Great South Run ( Portsmouth), 10 miglia - 48'47"
- 8º alla BOclassic ( Bolzano) - 29'35"

2015
- Bronzo al Campaccio ( San Giorgio su Legnano), 29'23"[70]

2016
- Oro nella Coppa Europa dei 10000 metri ( Mersin) - 28'24"71[71]
- Oro nella Coppa Europa dei 10000 metri ( Mersin), a squadre - 1h25'39"81[72]
- Argento alla Mezza maratona di Barcellona ( Barcellona) - 1h02'55"

2017
- 7º alla Stramilano ( Milano) - 1h03'43"

2019
- 8º alla Maratona di Francoforte ( Francoforte sul Meno) - 2h10'52"
- 15º alla Maratona di Amburgo ( Amburgo) - 2h12'00"

2020
- 13º alla 10K Valencia ( Valencia) - 28'08"

2021
- 12º alla Maratona di Barcellona ( Barcellona) - 2h10'03"
- Argento alla Roma-Ostia ( Roma) - 1h00'11"

2022
- 8º alla Maratona di New York ( New York) - 2h13'29"
- 16º alla Maratona di Siviglia ( Siviglia) - 2h09'25"

2023
- 8º alla Roma-Ostia ( Roma) - 1h02'36"
- 4º al Giro podistico internazionale di Castelbuono ( Castelbuono) - 34'58"
- 10º al Giro al Sas ( Trento) - 29'53"

2024
- 11º alla Maratona di Siviglia ( Siviglia) - 2h07'49"
- 18º alla Cinque Mulini ( San Vittore Olona) - 29'10"

2025
- 8º al Cross di Alà dei Sardi ( Alà dei Sardi)